# IPhone OS 1
iPhone OS 1 (обычно называют iOS 1) — это первая версия основного выпуска iOS, мобильной операционной системы. iPhone OS 1.1.5 является последней версией в линейке iPhone OS 1. Эта версия iOS была первой системой, которая содержала функции сенсорной, мобильной операционной системы. Официальное название не было дано в первом выпуске. В маркетинговой литературе Apple просто говорится, что на iPhone установлена версия операционной системы Apple для настольных компьютеров, macOS, известная тогда как Mac OS X. 6 марта 2008 года, с выпуском комплекта разработки программного обеспечения для iPhone (iPhone SDK), Apple назвала её «iPhone OS» (позже Apple переименовал её в «iOS» 7 июня 2010 года на презентации iPhone 4). Ей на смену пришла iPhone OS 2 через год, 11 июля 2008 года.
Обновление iPhone OS 1.1.3 обошлось пользователям iPod Touch 19,95 доллара США.

## Приложения
Сторонние приложения не были доступны на момент выпуска iPhone. Начиная с iPhone OS 2 сторонние приложения можно было устанавливать из App Store.
- iTunes
- Календарь
- Text
- Фото
- Камера
- YouTube
- Stocks
- Карта
- Погода
- Часы
- Калькулятор
- Заметки
- Настройки

## Поддерживаемые устройства
- iPhone (1 поколение)
- iPod Touch (1 поколение)

## История

### Введение и первоначальный выпуск
iPhone OS 1 была представлена на Macworld Conference and Expo Стивом Джобсом 9 января 2007 года вместе с оригинальным iPhone. В то время Джобс только сказал, что на iPhone работает «OS X». iPhone OS 1.0 была выпущена вместе с iPhone 29 июня 2007 года.

### Обновления
| Версия | Дата выпуска          | |
| ------ | --------------------- | --- |
| 1.0    | 29 июня 2007 года     | Первый выпуск |
| 1.0.1  | 31 июля 2007 года     | Исправлены ошибки, включая исправление безопасности для Safari |
| 1.0.2  | 21 августа 2007 года  | Исправление ошибок |
| 1.1    | 14 сентября 2007 года | Первая версия для iPod Touch (1-го поколения) |
| 1.1.1  | 27 сентября 2007 года | Добавляет iTunes Store для покупки музыки, фильмов и мелодий; исправления безопасности. |
| 1.1.2  | 12 ноября 2007 года   | Исправление ошибок |
| 1.1.3  | 15 января 2008 года   | Новые функции: - поддержка перестановки иконок на главном экране; - поддержка создания веб-подборок веб-сайтов; - возможность воспроизводить фильмы, загруженные на Mac или ПК из магазина iTunes; - поддержка отправки текстовых сообщений группе; - улучшения для карт; - исправления безопасности |
| 1.1.4  | 26 февраля 2008 года  | Исправление ошибок |
| 1.1.5  | 15 июля 2008 года     | Только iPod Touch (1-го поколения) |